# Pavonia cryptica
Pavonia cryptica är en malvaväxtart som beskrevs av Antonio Krapovickas och Cristobal. Pavonia cryptica ingår i släktet påfågelsmalvor, och familjen malvaväxter. Inga underarter finns listade i Catalogue of Life.